# Киллингтон-Пик
Киллингтон-Пик (англ. Killington Peak) — вторая по высоте вершина Зелёных гор и штата Вермонт.
Гора расположена в округе Ратленд, высота над уровнем моря — 1291 м, относительная высота — 1010 м, наибольшая в Вермонте.
На склонах горы расположен лыжный курорт. Также гора — пересечение двух популярных маршрутов пешеходного туризма — Длинной тропы и Аппалачской тропы. Зимой посещаемость горы достигает 60 тысяч в уик-энд. Киллингтон-Пик — одна из пяти гор Вермонта, входящие в «четырёхтысячники Новой Англии».

## Спорт
Горнолыжный курорт Киллингтон (США) впервые принимает женский этап Кубка мира по горнолыжному спорту. Гонки будут проходить на трассе Superstar: 26.11.2017 девушки будут соревноваться в гигантском слаломе, а 27.11.2016 выйдут на трассу слалома.
За 50-летнюю историю проведения соревнований Киллингтон станет 181-м курортом, на котором когда-либо проводился Кубок мира и 20-м — в США.
Старт трассы находится на высоте 1128 м, финиш — на 780 м